# Roy Kinnear
Roy Mitchell Kinnear (* 8. Januar 1934 in Wigan, Greater Manchester; † 20. September 1988 in Madrid, Spanien) war ein britischer Schauspieler.

## Leben und Werk
Roy Kinnear besuchte die Royal Academy of Dramatic Art. Er wurde später zu einem geschätzten Mitglied in Joan Littlewoods Theatre Workshop Ensemble. Größere Bekanntheit erlangte er 1962 durch sein Erscheinen in der satirischen Fernsehshow That was the Week that was der BBC. Von da an wirkte er in mehr als 120 TV-Filmen, Serien und Spielfilmen mit.
Wegen seiner Figur – Kinnear war schon als Junge übergewichtig und wurde in späteren Jahren noch fülliger – wurde er auf das komödiantische Fach festgelegt. Er war einer der Lieblingsschauspieler von Richard Lester und spielte seit dem Beatles-Film Help! mit großem Erfolg in vielen Produktionen des Regisseurs mit.
Kinnear verunglückte 1988 bei Dreharbeiten zu dem Film Die Rückkehr der Musketiere: Bei einem Sturz von einem Pferd zog er sich einen Beckenbruch zu und starb in einer Klinik in Madrid einen Tag später an Herzversagen. Regisseur und Freund Richard Lester beendete als direkte Konsequenz dieses Unfalls seine Filmkarriere. Sechs Jahre später wurde in ehrenvollem Angedenken die Roy Kinnear Foundation ins Leben gerufen. Diese unterhält ein Haus im englischen Twickenham, wo für schwerstbehinderte junge Menschen ein Heim geschaffen wurde.
Er hinterließ drei Kinder. Sein Sohn Rory Kinnear (* 1978) ist ebenfalls Schauspieler.

## Filmografie (Auswahl)
- 1955: Fledermaus 1955 (Oh, Rosalinda!)
- 1960: Die Millionärin (The Millionairess)
- 1962: Tiara Tahiti
- 1963: Der Gehetzte von Soho (The Small World of Sammy Lee)
- 1964–1969: Mit Schirm, Charme und Melone (The Avengers) (Fernsehserie, 4 Folgen)
- 1965: Ein Haufen toller Hunde (The Hill)
- 1965: Hi-Hi-Hilfe! (Help!)
- 1966: Toll trieben es die alten Römer (A Funny Thing Happened on the Way  to the Forum)
- 1966: Anruf für einen Toten (The Deadly Affair)
- 1967: Wie ich den Krieg gewann (How I Won the War)
- 1969: Danach (The Bed Sitting Room)
- 1970: Wie schmeckt das Blut von Dracula? (Taste the Blood of Dracula)
- 1970: Einst kommt der Tag… (On a Clear Day You Can See Forever)
- 1970: Scrooge
- 1971: Melody
- 1971: Jagd durchs Feuer (The Firechasers)
- 1971: Charlie und die Schokoladenfabrik (Willy Wonka  & the Chocolate Factory)
- 1972: In den Fängen der Madame Sin (Madame Sin)
- 1972: Der Rattenfänger von Hameln (The Pied Piper)
- 1973: Die  drei Musketiere (The Three Musketeers)
- 1974: Die vier Musketiere – Die Rache der Mylady (The Four Musketeers)
- 1974: 18 Stunden bis zur Ewigkeit (Juggernaut)
- 1975: Die Füchse (The Sweeney) (Fernsehserie, 1 Folge)
- 1975: Sherlock Holmes’ cleverer Bruder (The Adventure of Sherlock Holmes' Smarter Brother)
- 1975: Wer hat unseren Dinosaurier geklaut? (One of Our Dinosaurs Is Missing)
- 1977: Drei Fremdenlegionäre (The Last Remake of Beau Geste)
- 1977: Der tolle Käfer in der Rallye Monte Carlo (Herbie Goes to Monte Carlo)
- 1978: Unten am  Fluß (Watership Down) (Stimme)
- 1979: James jr. schlägt zu (The London Connection)
- 1980: Hawk: Hüter des magischen Schwertes (Hawk the Slayer)
- 1982: Hammett
- 1983: Anna Pawlowa – Ein Leben für den Tanz (Anna Pavlova)
- 1986: Piraten (Pirates)
- 1988: Die Malteser des Falken (Just  Ask for Diamond)
- 1989: Die Rückkehr der Musketiere (The Return of the Musketeers)
- 1991: Prinzessin Aline und die Groblins (The Princess and the Goblin) (Stimme)